# Broly
Broly (ブロリー?, Burorī) è un personaggio immaginario della serie Dragon Ball. Ha fatto il suo debutto come antagonista nel film Dragon Ball Z - Il Super Saiyan della leggenda (1993); in seguito è riapparso in Dragon Ball Z - Sfida alla leggenda (1994), mentre nel successivo Dragon Ball Z - L'irriducibile bio-combattente (1994) è presente un suo clone chiamato Bio-Broly (バイオブロリー?, Baio Burori). Nel 2018 una versione rielaborata del personaggio è apparsa come antagonista nel film Dragon Ball Super - Broly. Inoltre è stato inserito come personaggio giocabile in quasi tutti i videogiochi.

## Creazione e design
Il personaggio è stato originariamente creato da Takao Koyama e disegnato da Akira Toriyama. Come accade con altri esponenti della razza Saiyan, il nome di Broly è un gioco di parole derivato da quello di una verdura, in particolare dalla parola "broccoli", mentre quello di suo padre Paragas viene dalla parola "asparagus", gli asparagi.
Come tutti i Saiyan purosangue, Broly possiede occhi neri, capelli neri che non crescono mai e, fino a un certo punto, una coda. Il suo taglio di capelli è un po' disordinato e raggiunge la metà della sua schiena. In entrambe le versioni indossa un oggetto che gli controlla la mente. Nella versione rielaborata viene mostrato con cicatrici da battaglia sul viso e sul corpo. Broly è notevolmente più grosso, muscoloso e alto di Son Goku e gli altri protagonisti. Nella versione rielaborata indossa l'armatura tradizionale dei Saiyan, anche se in seguito viene rivelato che è legato all'Armata di Freezer, mentre in entrambe le versioni indossa anche una coperta di pelo verde intorno alla vita. La coperta deriva da un orecchio di un mostro con cui Broly, da piccolo, fece amicizia sul pianeta Vampa. Purtroppo però, il padre Paragas scoprì la sua amicizia col mostro verde e, ritenendola pericolosa, colpì il mostro con un colpo di ki, staccandogli un orecchio e mettendolo in fuga.

## Apparizioni

### Film diDragon Ball Z
Nella sua iterazione originale, Broly è nato lo stesso giorno di Goku con un livello di potenza di 10.000, maggiore di quello della maggior parte dei Saiyan adulti d'élite, e da adulto è mentalmente instabile a causa del pianto di Goku nell'incubatrice accanto a lui, così come degli eventi traumatici durante la sua prima infanzia dal momento che Re Vegeta, vedendo il potere di Broly come una potenziale minaccia per il suo governo, aveva ordinato che venisse giustiziato insieme al padre Paragas (パラガス?, Paragasu). La sua estrema potenza gli aveva permesso di far sopravvivere se stesso e il padre al tentato omicidio e alla successiva distruzione del pianeta Vegeta da parte di Freezer. In seguito aveva sviluppato l'abilità di trasformarsi nel "Super Saiyan leggendario" (伝説の超サイヤ人?, Densetsu no Sūpā Saiya-jin) di cui Freezer ha sempre avuto paura e le sue tendenze distruttive potevano essere sedate solo da uno speciale dispositivo di controllo creato dagli scienziati di Paragas.
Nel film Dragon Ball Z - Il Super Saiyan della leggenda (1993) Paragas attira Vegeta, Goku e i loro compagni su un altro pianeta, Neo Vegeta, con l'intenzione di vendicarsi di Re Vegeta attraverso suo figlio. Broly, vedendo Goku, ricorda il giorno in cui era stato pugnalato dalle truppe Saiyan e lasciato morire, andando così in collera, distruggendo il dispositivo di controllo e diventando l'inarrestabile Super Sayan leggendario. Sconfigge senza sforzo Goku, Vegeta, Son Gohan, Trunks e Piccolo prima di uccidere suo padre. Alla fine viene sconfitto da Goku, che riceve abbastanza energia da colpirlo infliggendogli una grave ferita che sembra distruggerlo, ma Broly sopravvive abbastanza da arrivare nella sua capsula di salvataggio prima che una cometa colpisca e distrugga Neo Vegeta.
In Dragon Ball Z - Sfida alla leggenda (1994), Broly atterra sulla Terra. Ancora ferito e vivo a malapena dopo la sua battaglia con Goku, ritorna alla sua forma normale, perde conoscenza e rimane ibernato nel ghiaccio. Sette anni dopo viene risvegliato ancora una volta dai lamenti del secondogenito di Goku, Son Goten. Dopo aver scambiato Goten per Goku a causa del loro aspetto simile, Broly ridiventa il Super Sayan leggendario e combatte contro Gohan, Goten, Videl e Trunks. Alla fine viene distrutto da Gohan, Goten e dal presunto spirito di Goku quando la loro Kamehameha combinata lo colpisce e lo spedisce verso il sole, cancellandolo una volta per tutte.
In Dragon Ball Z - L'irriducibile bio-combattente (1994) i campioni di sangue di Broly arrivano nelle mani di un industriale, che ne crea un clone tramite la biotecnologia. In seguito il clone si risveglia e si mescola con il bio-liquido, mutando in una creatura conosciuta come "Bio-Broly". Quest'ultimo combatte contro Goten, Trunks, C-18 e Crilin, venendo sconfitto dopo che il suo corpo viene esposto all'acqua e si pietrifica prima di essere fatto esplodere da una potente onda combinata di Kamehameha, che pone fine alla sua minaccia per sempre.

### Manga

#### Antefatti
La nuova versione di Broly appare nel manga di Dragon Ball Super introdotto nel film Dragon Ball Super - Broly che ripercorre le nuove origini e il suo esordio nella narrazione, sebbene il personaggio originale fosse particolarmente popolare, non faceva parte della continuity della serie. Per l'occasione la sua storia ha subito un reboot: nato nel pianeta Vegeta, figlio di Paragas, lui e suo padre sono sopravvissuti allo sterminio della loro razza a opera di Freezer dal momento che non erano sul loro pianeta natale, infatti erano in esilio sul pianeta Vampa, per un periodo durato 41 anni come conseguenza del fatto che Broly era diventato oggetto di odio da parte di Re Vegeta dato che già da bambino dimostrava di possedere una forza molto più elevata rispetto a quella di un normale Saiyan.

#### Dragon Ball Super
In età adulta Broly viene portato via da Vampa insieme a suo padre dai soldati dell'Armata di Freezer, ovvero Cheelai e Lemo, con cui stringe una forte amicizia. Paragas e Broly vengono introdotti nell'Armata di Freezer, quest'ultimo li porta sulla Terra e Broly affronta Goku e Vegeta (quest'ultimo è figlio di Re Vegeta) e durante lo scontro Freezer uccide Paragas in modo da scatenare la rabbia di Broly che si trasforma nel Super Saiyan. Dal momento che Vegeta e Goku non sono abbastanza forti da batterlo, usano la danza di Metamor e si fondono in Gogeta il quale proprio quando è sul punto di uccidere Broly con una Kamehameha, Cheelai e Lemo riescono a usare le sfere del drago chiedendo a Shenron per riportarlo su Vampa appena prima che Gogeta gli desse il colpo di grazia. 
Broly e Goku diventano amici, nonché compagni di allenamento, tra l'altro Broly, Lemo e Cheelai si trasferiscono sul pianeta di Beerus dato che è un posto sicuro dove Freezer e la sua armata non verranno a cercarli.

### Altri media
A partire da Dragon Ball Z: Super Butōden 2 (1993), Broly è stato incluso in diversi videogiochi relativi a Dragon Ball Z. In Dragon Ball Z: Supersonic Warriors 2 (2005), Broly è il soggetto di tre storie alternative: una si occupa di cosa sarebbe successo se Broly e Paragas fossero riusciti a distruggere i Guerrieri Z; in un'altra Broly viene posto sotto il controllo del Dottor Gelo; nella terza, Broly arriva durante l'arco narrativo di Majin Bu e fa amicizia con Mr. Satan. Nella modalità storia di Dragon Ball Z: Burst Limit (2008) è presente un libero adattamento del suo film d'esordio. Il personaggio è presente anche nel primo set di personaggi DLC del videogioco Dragon Ball FighterZ (2018).
Benché Broly non compaia mai nel manga originale, appare come un frequente antagonista nel manga spin-off Dragon Ball Heroes: Victory Mission (2012), scritto da Toyotarō per Weekly Shōnen Jump e pubblicato da Shūeisha, dove agisce come lo scagnozzo di Genoma nel piano di quest'ultimo per recuperare le sfere del drago dalla stella nera.

## Personalità
La versione di Broly dei film della serie Dragon Ball Z possiede una personalità molto brutale e il suo unico obiettivo è quello di uccidere Goku. Il motivo di tale astio è dovuto al fatto che Broly e Goku sono nati nello stesso giorno ma quest'ultimo, piangendo tutti i giorni, non permetteva al piccolo Broly di dormire. Tale condizione ha minato profondamente la psiche del giovane Saiyan, rendendolo squilibrato, rancoroso e violento fino a sfociare, in età adulta, in una crudeltà e una spietatezza senza pari (come testimoniano episodi come la distruzione di un pianeta sotto gli occhi di alcuni alieni nativi di esso - schiavizzati da Paragus -, l'accanimento nei confronti di Gohan dopo aver realizzato che è il figlio dell'odiato Goku e il suo compiaciuto autodefinirsi "il demonio"). La sua pazzia e la sua malvagità hanno spaventato perfino suo padre, che è stato costretto a creare un congegno capace di tenere sotto controllo la furia del figlio. Broly non possiede una vera e propria ragione nel distruggere i pianeti e le loro forme di vita, lo fa semplicemente perché prova gusto nel farlo. Quando è sotto il controllo di suo padre è molto più docile, calmo e apatico, ma basta la sola vista di Goku per fargli abbandonare tale attegiamento. Non ha mai mostrato affetto nei confronti di suo padre (al quale accecò un occhio con una gomitata durante una colluttazione), che odia quasi quanto Goku per essere da lui stato solo utilizzato per i suoi scopi e infatti, dopo averlo sorpreso nell'atto di fuggire dal pianeta Vegeta II, lo ucciderà senza pensarci due volte. 
Nella sua versione rielaborata del 2018 il carattere di Broly è completamente diverso dalla sua controparte originale. Se la sua versione originale era mentalmente e psicologicamente instabile con l'unico obiettivo di distruggere, questo Broly sviluppa una personalità più sana a causa del suo passato. Per anni ha vissuto sul pianeta desolato Vampa insieme a suo padre sviluppando una personalità calma ma al tempo stesso selvatica, non essendosi mai rapportato con un ambiente "civilizzato". Quando viene reclutato nell'armata di Freezer dimostra fin da subito lo stupore per i comfort o semplicemente per aver assaggiato dei cibi diversi da quelli di cui si nutriva su Vampa. A differenza della sua versione originale, questo Broly non ama combattere, ma è stato sottoposto a severi allenamenti da suo padre, affinché un giorno potesse diventare il Re dei Saiyan. Questo particolare lo rende molto simile a Gohan. Quando entra nell'armata di Freezer stringe subito amicizia con Cheelai e Lemo e infatti non esita a a proteggerli nel momento in cui subiscono prepotenze da soldati più forti. Nonostante sia di poche parole, Broly ha modo di aprirsi con Cheelai e Lemo, raccontando loro della sua vita passata, il che da modo ai due alieni di capire che Broly è una persona buona, gentile e pura di cuore, che non ama fare del male a nessuno. Anche Goku, combattendo contro Broly, intuisce la sua bontà d'animo, consigliandogli di non dare ascolto agli ordini di gente malvagia come Freezer e suo padre. In tale versione Broly mostra un rapporto di amore/odio verso Paragas, dovuto al fatto che egli è stato l'unica persona con cui ha vissuto per tutta la sua vita, e provando fastidio quando Cheelai e Lemo parlano male di lui facendone presente la discutibile condotta di padre. Paragas fin da bambino lo ha allenato e costretto a combattere contro le creature del pianeta Vampa, e qui Broly ha dimostrato fin da subito il suo enorme potere costringendo Paragas a creare un dispositivo di controllo per arginare tale potere. Nel romanzo tratto dal film, inoltre, viene spiegato che Broly diviene totalmente incapace di controllarsi quando si trasforma in Oozaru, il chè ha costretto Paragas a privarlo della coda e tagliarla ogni qualvolta essa ricresce. Quando Freezer uccide Paragas, Broly vedendo il cadavere di suo padre ne rimane talmente sconvolto da trasformarsi in Super Saiyan, com'era accaduto con Goku su Namek quando il tiranno spaziale aveva ucciso Crilin facendo trasformare per la prima volta Goku in Super Saiyan. Nonostante la sua bontà Broly, assunta la forma di Super Saiyan Leggendario agisce in maniera analoga alla sua versione originale,  perdendo il controllo di sè, mostrando segni di squilibrio mentale, faticando a seguire le istruzioni di suo padre e diventando progressivamente più violento, attaccando chiunque gli capiti a tiro senza riuscire più a distinguere gli amici dai nemici.

## Abilità
Come altri Saiyan della saga, Broly possiede forza, sensi, durabilità, agilità, velocità e riflessi sovrumani. Ha anche la capacità di volare, oltre a creare e potenziare gli attacchi con l'uso del ki, creando potenti attacchi energetici, uno dei quali è chiamato Cannone Eliminatore. A differenza di Goku e Vegeta, la sua aura è verde. Possiede la capacità di trasformarsi in un Super Saiyan, cambiando il colore dei suoi capelli da nero a dorato. Al costo di parte della sua coscienza, può trasformarsi in Super Sayan leggendario, i muscoli aumentano a dismisura, i capelli si allungano e il loro colore cambia da dorato a verde. Nella sua versione originale è molto più forte di Goku e dei suoi amici in entrambe le forme, e in Dragon Ball Super: Broly combatte con facilità contro Goku e Vegeta trasformati in Super Saiyan blu.
Il suo livello di potenza ufficiale nella forma di Super Saiyan leggendario nell'ottavo film, è di circa 1.400.000.000 secondo un V-Jump del 2004 che annunciava la sua apparizione in Dragon Ball Z: Budokai 3, mentre nella guida Daizenshuu 6: Movies & TV (1995), si afferma che il potere di Broly Super Saiyan supera quello di Goku Super Saiyan e che nella sua forma di Super Saiyan leggendario, Broly è un avversario con potenza infinita. Secondo Takao Koyama in un'intervista del 2006, Broly può essere percepito come il più forte e potente antagonista della serie di Dragon Ball Z, ma in un'intervista del 2013 riguardante il film Dragon Ball Z - La battaglia degli dei in cui Goku affronta il dio della distruzione Beerus, ha dichiarato che anche Broly non potrebbe batterlo dato che Beerus è troppo veloce e forte. In Dragon Ball Super - Broly (2018) Goku stesso suggerisce alla fine che lui e Broly possano essere diventati più forti di Beerus stesso.

## Accoglienza e influenza culturale

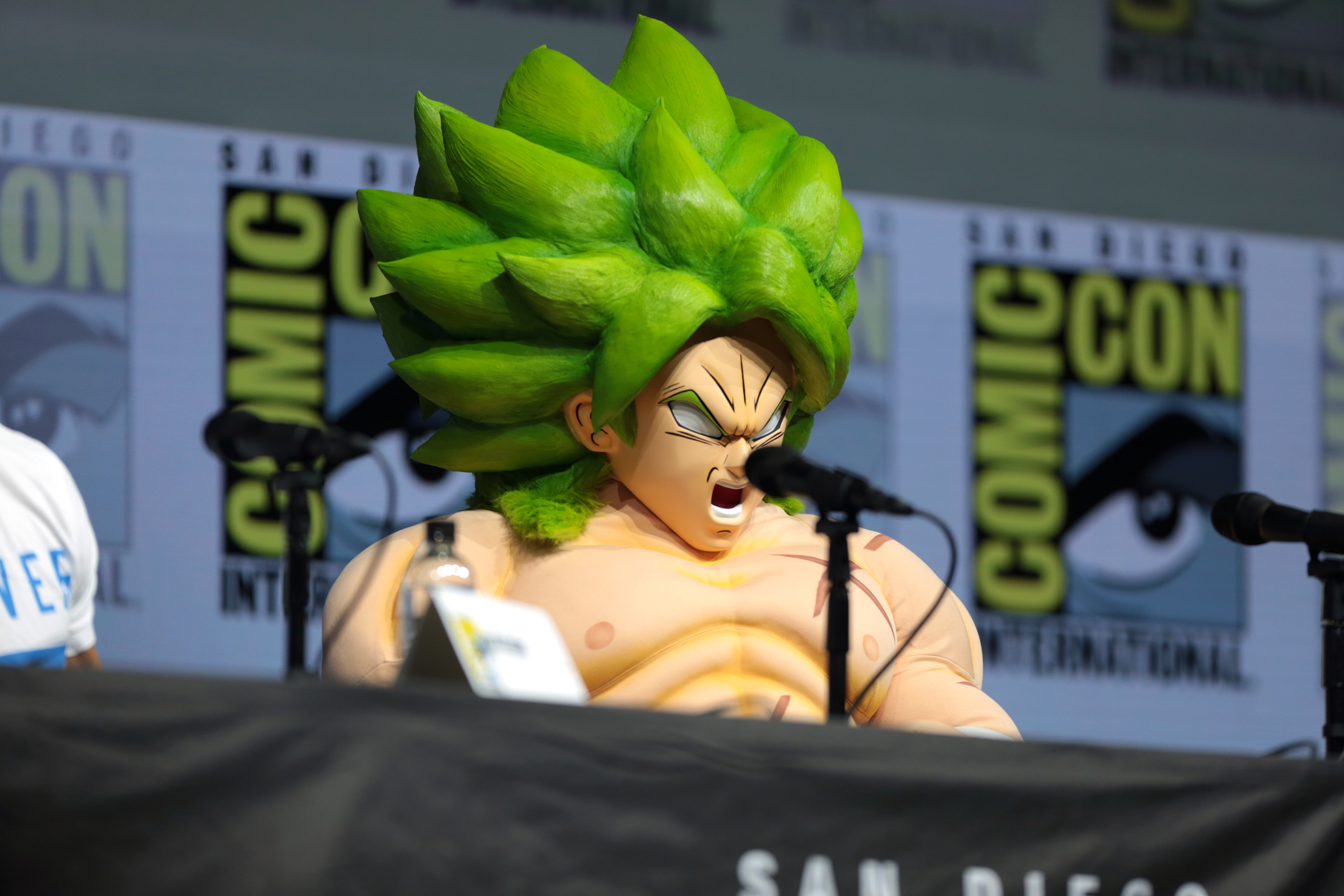
Cosplay di Broly al panel di Dragon Ball Super del San Diego Comic-Con International del 2018.

Broly è considerato uno dei più popolari cattivi della saga di Dragon Ball, con uno status di culto. Shawn Saris di IGN afferma che tra le caratteristiche che rendono memorabile Broly vi sono le sue dimensioni spaventose e il suo comportamento brutale durante i combattimenti. Saris ha classificato Broly al decimo posto nell'elenco dei 13 migliori personaggi di Dragon Ball Z del 2015. In una lista del 2016 dei migliori combattimenti di Dragon Ball Z, quello tra Broly e i Guerrieri Z nel primo film è stato classificato come settimo, e quello contro Goku, Gohan e Goten nel secondo film come sesto. Nel 2015 Broly si è classificato al nono posto nella lista dei dieci migliori cattivi di Dragon Ball di Otakukart.com, che ha anche criticato la ragione della sua rabbia (il pianto di Goku), così come la mancanza di personalità e battute nei tre film originali. Fu percepito come "unidimensionale" e "stupido" e, secondo Will Harrison, "inteso puramente come contrappeso ai tipici moventi e pulsioni del malvagio", ma rimane popolare in modo simile a Boba Fett di Guerre stellari. Tuttavia, la versione rielaborata ha ricevuto molte più lodi.
Il personaggio ha ispirato il Super Saiyan leggendario femmina, Kale, raffigurata in Dragon Ball Super. Kale rappresenta apparentemente il Broly del Sesto Universo, poiché ha un design di trasformazione molto simile così come i poteri di un Super Sayan leggendario.